# کبیرلی بالا
کبیرلی بالا (به لاتین: Yuxarı Kəbirli، تا ۱۹۹۴ صحرا Səhra) یک منطقه مسکونی در جمهوری آذربایجان است که در شهرستان بیلقان واقع شده است. کبیرلی بالا ۸۶۰ نفر جمعیت دارد.